# ماريو دومون
ماريو دومون هو مقدم تلفزيوني وسياسي كندي، ولد في 19 مايو 1970 في كاكونا في كندا. حزبياً، نشط في حزب كيبيك الليبرالي. وقد انتخب List of leaders of the opposition of Quebec ‏ (26 مارس 2007 – 5 نوفمبر 2008) وانتخب عضو الجمعية الوطنية في كيبك ‏ عن دائرة Rivière-du-Loup (electoral district) ‏ (12 سبتمبر 1994 – 6 مارس 2009) وانتخب Rivière-du-Loup (electoral district) ‏.